# Yves Saint Laurent
Pour les articles homonymes, voir Yves Saint Laurent (homonymie) et Saint-Laurent.
Yves Mathieu-Saint-Laurent, dit Yves Saint Laurent ou YSL (né le 1er août 1936 à Oran,, et décédé le 1er juin 2008 à Paris), est un grand couturier français, créateur de collections de haute couture qui ont marqué l'histoire de la mode au XXe siècle. Issu d'une famille de notables alsaciens établie en Algérie à partir de 1871, Yves Mathieu-Saint-Laurent passe sa jeunesse à Oran, puis vient à Paris travailler chez Dior. Ses dons de dessinateur et de créateur le font choisir pour remplacer Christian Dior lorsque celui-ci décède subitement. Yves Saint Laurent connaît le triomphe à l'âge de vingt-et-un ans avec la collection « Trapèze ».
Quelques années plus tard, il fonde sa propre entreprise, avec Pierre Bergé. Sa première collection de haute couture est présentée en 1962 ; elle sera suivie par plusieurs innovations marquantes : la robe Mondrian, la collection « Pop Art », qui rappellent son goût pour l'art, Le smoking et le tailleur-pantalon hérités du vestiaire masculin, la saharienne, vêtement fonctionnel qu'il transforme en vêtement chic, les cuissardes et les blouses transparentes qui font couler tant d'encre dans la presse en pleine révolution sexuelle.
Dans les années 1970, la collection « Libération » fait scandale ; par la suite, plusieurs autres défilés rendent hommage aux peintres, tels que Henri Matisse ou Vincent van Gogh, à ses inspirations lointaines comme la Russie avec la collection « Opéra-Ballets-Russes » ou l’Asie, collection symbolisée par le parfum Opium. Il est le premier à engager pour ses défilés des mannequins d'origine asiatique ou africaine. Moderniste et en phase avec son époque, il crée sa ligne de prêt-à-porter de luxe sous le nom de Saint Laurent rive gauche, qui devient un exemple pour de nombreux autres couturiers. Il connait simultanément les excès de l'alcool, de la drogue, des médicaments, ses « faux amis ». Dans les années 1980, il présente la collection « Picasso », nouvelle référence à l'art graphique. Durant ces années, son entreprise se développe grâce au succès des parfums, des cosmétiques et des accessoires de mode. Il est alors récompensé d'un Oscar de la mode. À la fin des années 1990, lassé de concevoir du prêt-à-porter, il se concentre sur la haute couture, qu'il abandonne à son tour en 2002.
Perpétuellement inspiré par les femmes, de Victoire Doutreleau à Betty Catroux, de Catherine Deneuve à Katoucha Niane, Yves Saint Laurent laisse à sa mort en 2008 un héritage majeur pour la mode ainsi que de nombreux classiques de la garde-robe féminine. Les musées, le cinéma ou les éditeurs ne cessent de lui rendre hommage.
Compagnon de Pierre Bergé, qu'il rencontre en janvier 1958, il se pacse avec lui en 2008, quelques jours avant de mourir.

## Biographie

### Origines familiales

#### Famille Mathieu d'Alsace
Alexandre Mathieu (1672-1742), originaire de Metz, qui a siégé au conseil souverain de Colmar, créé après l'union de l'Alsace à la France en 1648, ainsi que sa femme Jeanne Françoise de Faviers, sont à l'origine des deux branches de l'importante famille de juristes des Mathieu d'Alsace :
- la branche cadette, fixée à Strasbourg, des Mathieu de Faviers, dont sont issus les trois frères Jean-Michel Mathieu-Faviers, François-Jacques-Antoine Mathieu de Reichshoffen et Philippe-Gaétan Mathieu de Faviers (fait baron sous la Restauration), ainsi que Françoise Hélène Mathieu de Faviers (1757-1840), grand-mère de Jules Massenet[6] ;
- la branche aînée des Mathieu de Heidolsheim, principalement illustrée par Joseph Ignace (1754-1833), cousin germain des précédents, maire de Saint-Forget, châtelain de Mauvières, créé baron d'Empire (« baron de Mauvières ») par Napoléon Ier, duquel Joseph Ignace a été le notaire ainsi que le tuteur (avant son beau-fils Claude François de Méneval) du fils naturel de l'empereur, Charles Léon.

#### Famille Mathieu-Saint-Laurent d'Algérie
C'est du frère aîné du baron de Mauvières, Michel Léonard (1747-1811), avocat au conseil souverain d'Alsace puis conseiller à la cour d'appel de Colmar, que descend le rameau Mathieu dit Saint-Laurent, allié aux Veron. Son petit-fils, Charles Jules Mathieu dit Saint-Laurent (1831-1877), avocat et adjoint au maire de Colmar, quitte l'Alsace après son annexion à l'Empire allemand, afin de rester français, et choisit de s'établir à Oran. Son épouse, Émilie née Leblond, a été choisie comme modèle par Auguste Bartholdi pour la statue de l'Océanie de sa Fontaine des Cinq Continents à Colmar, en raison de ses ascendances amérindiennes (plus précisément mexicaines).
Leur fils, Jules Henri Mathieu-Saint-Laurent (1862-1942) devient avocat et fait construire une maison familiale au 11 de la rue Stora. En 1901, il épouse Joséphine Charrin (1877-1937). Ils ont plusieurs enfants dont Charles en 1909, le futur père d'Yves.

### Enfance et formation
Yves Henri Donat Mathieu Saint Laurent naît le 1er août 1936 à Oran de Charles Mathieu-Saint-Laurent (1909-1988), président d'une compagnie d'assurances, et de Lucienne Wilbaux (1914-2010), elle aussi née à Oran[réf. nécessaire], fille de l'ingénieur belge Edmond Wilbaux et de Marianne Émilie Muller. Lucienne est en réalité l'enfant issue d'un viol qu'a subi Marianne. Selon sa nièce, Marianne Vic, ce contexte aura un poids sur le psychique d'Yves Saint Laurent alors même qu'il n'aurait jamais eu connaissance de ce secret de famille.
Outre Yves, né en 1936, les parents ont deux filles : Michèle (1942-2020) et Brigitte (1945-2015). Le jeune Yves Saint Laurent fréquente le lycée Lamoricière. Il reçoit de sa mère le goût pour les choses de la mode. En 1954, il vient à Paris suivre les cours de l’École de la chambre syndicale de la couture parisienne.

### Années Dior
En 1955, Yves Saint Laurent est présenté par Michel de Brunhoff, directeur de Vogue France, à Christian Dior qui l’engage comme assistant. À la mort de ce dernier en 1957, Saint Laurent prend la direction artistique de la maison Dior. Il présente sa première collection : « Trapèze » en janvier 1958. Elle connaît un immense succès. Appelé à faire son service militaire et hospitalisé au Val-de-Grâce pour « dépression »,, il est licencié par la maison Christian Dior en 1960 et remplacé par Marc Bohan.

### Maison Yves Saint Laurent

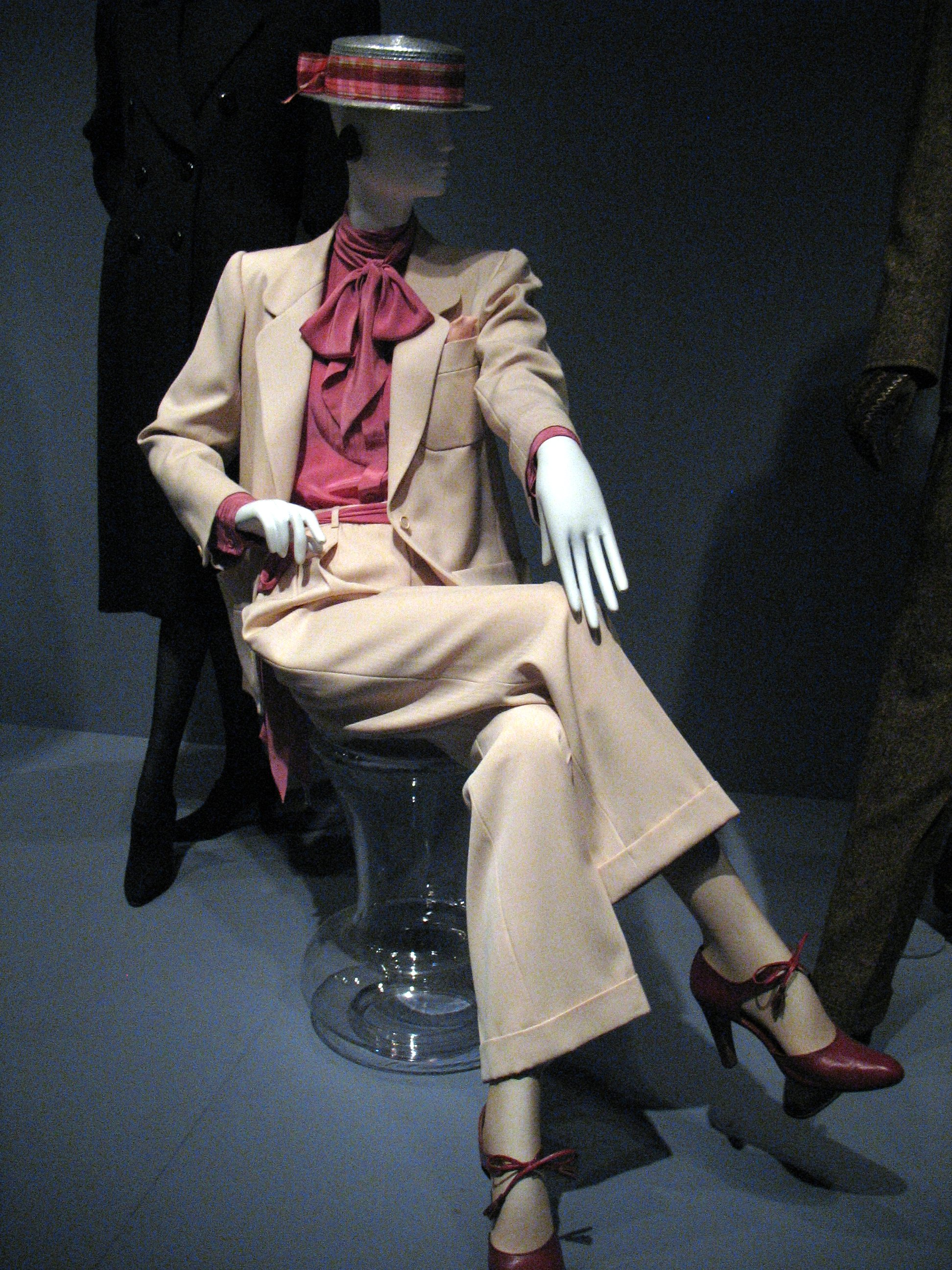
Un costume-pantalon pour femmes par Yves Saint Laurent.

Yves Saint Laurent décide, en association avec Pierre Bergé qu’il a rencontré en 1958, de créer sa propre maison de couture, grâce au soutien financier du milliardaire américain J. Mack Robinson (en). Les deux hommes font également appel au graphiste Cassandre en 1961 pour la réalisation du logo de la marque. La première collection est présentée, le 29 janvier 1962, au 30 bis rue Spontini à Paris ; ils y resteront douze années durant lesquelles Yves Saint Laurent créera le vestiaire de la femme moderne : il réinvente le caban et le trench-coat dès 1962, instaure pour les femmes le premier smoking en 1966, la saharienne et le premier tailleur-pantalon en 1967, les premières transparences et la première combinaison-pantalon en 1968… En se servant des codes masculins, il apporte aux femmes l’assurance, l’audace et le pouvoir, tout en préservant leur féminité. Son regret, a-t-il affirmé, est de ne pas avoir inventé le jean.

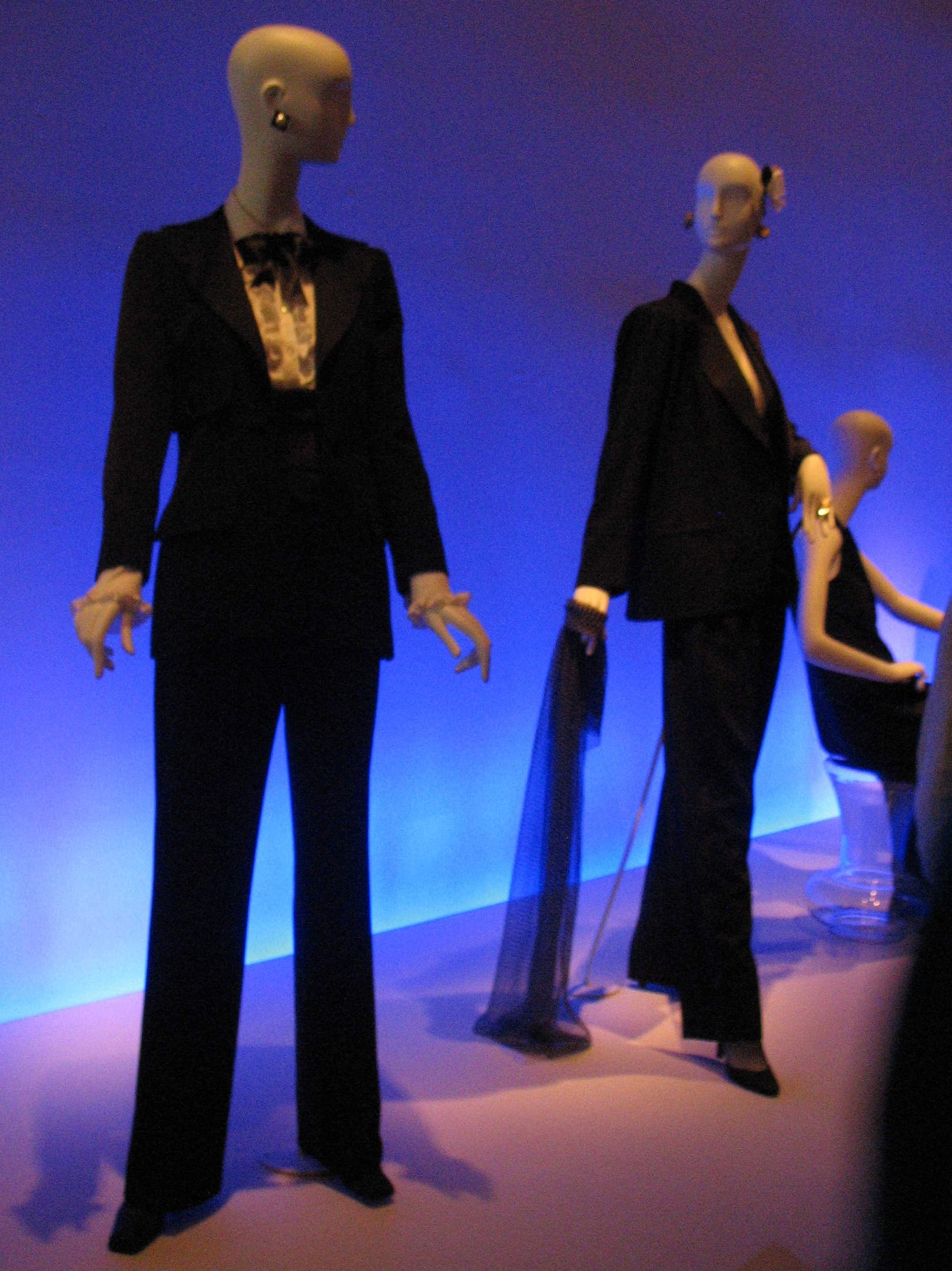
Exemples d'ensemble tendance Le smoking de costume-pantalon de soirée pour femmes par Yves Saint Laurent.

Saint Laurent souhaite habiller toutes les femmes et pas seulement les riches clientes de haute couture : sa boutique Saint Laurent rive gauche, ouverte en 1966 à Paris, est la première boutique de prêt-à-porter portant le nom d’un grand couturier. Les collections, dessinées spécifiquement pour le prêt-à-porter, sont réalisées par un industriel extérieur. Le succès est immédiat : des boutiques ouvrent partout en France, à New-York en 1968, à Londres en 1969 (la même année que la première boutique homme).
Depuis la fin des années 1950 et tout au long de sa carrière, Yves Saint Laurent crée également des costumes pour le théâtre, le ballet et le cinéma. Il collabore avec Roland Petit dès 1959 en dessinant les costumes du ballet Cyrano de Bergerac, puis avec Claude Régy, Jean-Louis Barrault, Luis Buñuel, François Truffaut, Alain Resnais (Stavisky, 1974)... et habille Jean Marais, Zizi Jeanmaire, Arletty, Jeanne Moreau, Claudia Cardinale (La panthère rose, 1963) Isabelle Adjani, Catherine Deneuve avec qui il tisse une amitié fidèle et qu'il appelle son « porte bonheur ».
Il est l'un des premiers créateurs à faire défiler des mannequins noires : Fidelia devient la première en 1962 ; suivent, Katoucha Niane, Amalia Vairelli, Pat Cleveland, Rebecca Ayoko ou Iman. Ses autres muses sont Victoire, qui fut l'un de ses premiers mannequins, connue chez Dior, Betty Catroux avec laquelle il se sentait jumeau (il est le parrain de sa fille Claude), Danielle Luquet de Saint Germain, Paloma Picasso qui lui inspire la controversée collection « Libération » et que Pierre Bergé reconnait comme unique muse, Loulou de La Falaise, l'actrice Talitha Pol-Getty. Parmi les plus fameuses ambassadrices de la marque auprès de la jet set et de la bourgeoisie, des années 1970 au début des années 1980, on compte les femmes du monde Nan Kempner ou Diane Boulting-Casserley Vandelly.
En 1974, Yves Saint Laurent et Pierre Bergé installent la maison de couture au 5 avenue Marceau à Paris, où Saint Laurent affirme son style. Dans ses collections de haute couture, il rend hommage aux peintres, en 1965 avec les robes Mondrian, en 1966 avec les robes « pop art » et son hommage important à l’Afrique en 1967. Dans les années 1970, il présente des collections-hommage à Picasso et à Diaghilev et des hommages à Matisse, Cocteau, Braque, van Gogh, Apollinaire, dans les années 1980.
Le 1er décembre et le 1er juin de chaque année, Saint Laurent s'installe à Marrakech pour dessiner pendant quinze jours sa collection de haute couture. Le Maroc, qu’il a découvert en 1966, aura une grande influence sur son travail et ses couleurs, tout comme ses voyages imaginaires : le Japon, l’Inde, la Russie, la Chine, l’Espagne ou encore l'Algérie sont autant de sources d’inspirations pour ses collections.
En 1980, il rachète avec Pierre Bergé le jardin Majorelle, un jardin botanique de Marrakech créé par le peintre français Jacques Majorelle, qu'ils ouvrent au public. À l'initiative de Diana Vreeland, le Metropolitan Museum of Art de New-York lui consacre une rétrospective en 1983 : c’est la première fois qu’un créateur de mode vivant expose dans ce musée. De grandes expositions seront présentées par la suite à Pékin, Moscou, Sydney, Tokyo et à Paris, au musée de la Mode et du Textile, en 1986. En 1990, une collection « Hommages » est réalisée autour de célébrités comme Marilyn Monroe, Catherine Deneuve, Zizi Jeanmaire, Marcel Proust ou Bernard Buffet. En 1998, Yves Saint Laurent met en scène trois cents mannequins sur la pelouse du Stade de France à l’occasion de la Coupe du monde de football. Événement majeur qui diffuse les créations de Saint Laurent dans tous les foyers par l'intermédiaire de la télévision.
Le 7 janvier 2002, il annonce lors d’une conférence de presse qu’il met fin à sa carrière. Le 22 janvier suivant, au centre Pompidou, un défilé rétrospectif retrace quarante années de création et présente plus de 300 modèles, dont sa dernière collection « Printemps-été 2002 ». Saint Laurent se consacre alors aux activités de la fondation Pierre-Bergé - Yves-Saint-Laurent, créée en 2002.

### Décès

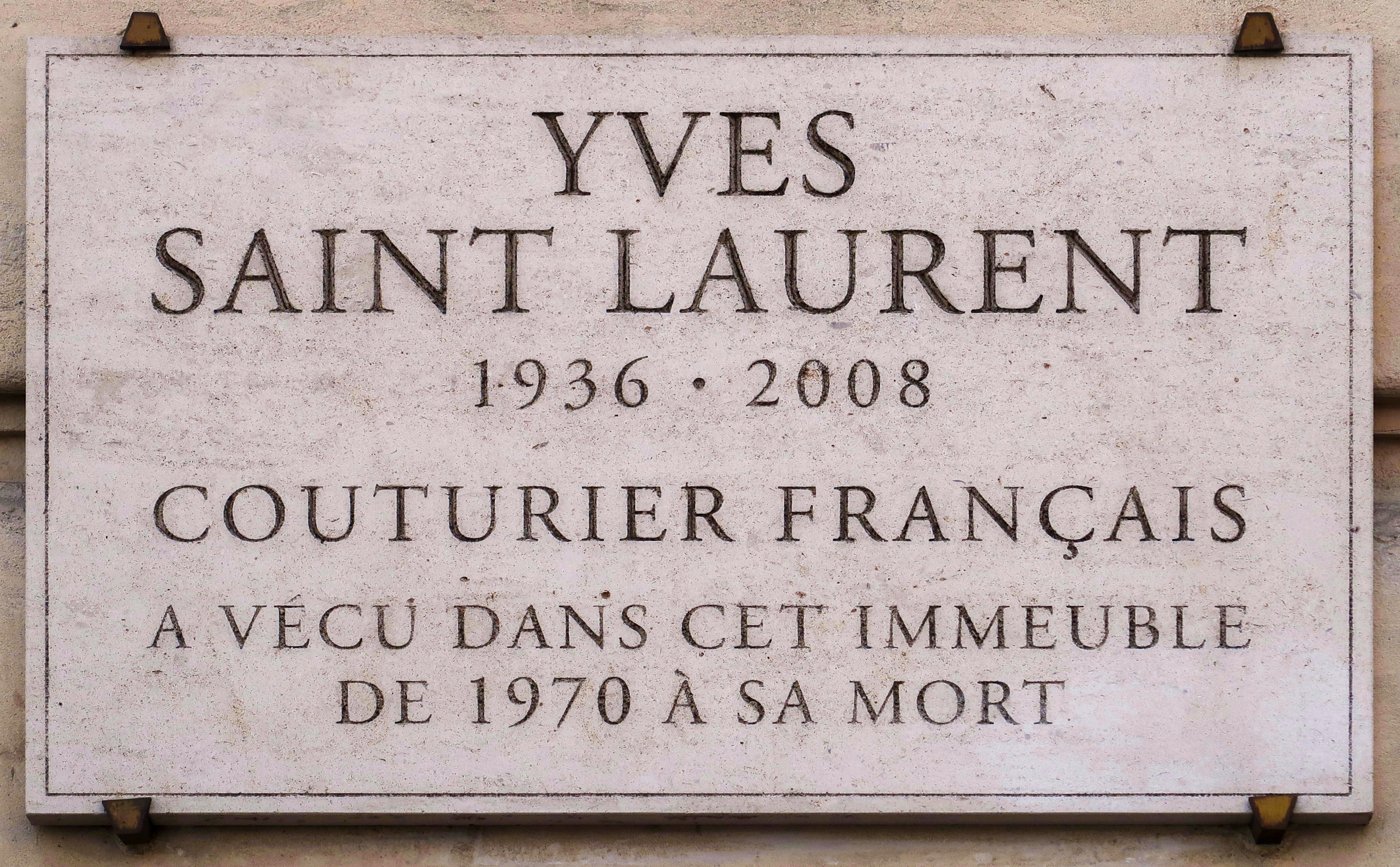
Plaque 55 rue de Babylone (Paris).

Le 1er juin 2008, Yves Saint Laurent décède à son domicile parisien au 55 rue de Babylone dans le 7e arrondissement de Paris, dans sa soixante-douzième année, des suites d'un cancer du cerveau.
Au cours de ses obsèques, célébrées en l'église Saint-Roch, Pierre Bergé prononce un discours en présence de la mère du défunt et de nombreuses personnalités des médias et de la politique, Catherine Deneuve et Laetitia Casta, le président de la République Nicolas Sarkozy et son épouse Carla Bruni, Bernadette Chirac, Farah Pahlavi (veuve du Shah d'Iran), de personnalités de la mode, créateurs comme Jean-Paul Gaultier et Valentino ou dirigeants de société comme Bernard Arnault et François Pinault,.
Ses cendres sont déposées dans sa villa de Marrakech au cœur du jardin Majorelle.

## Postérité

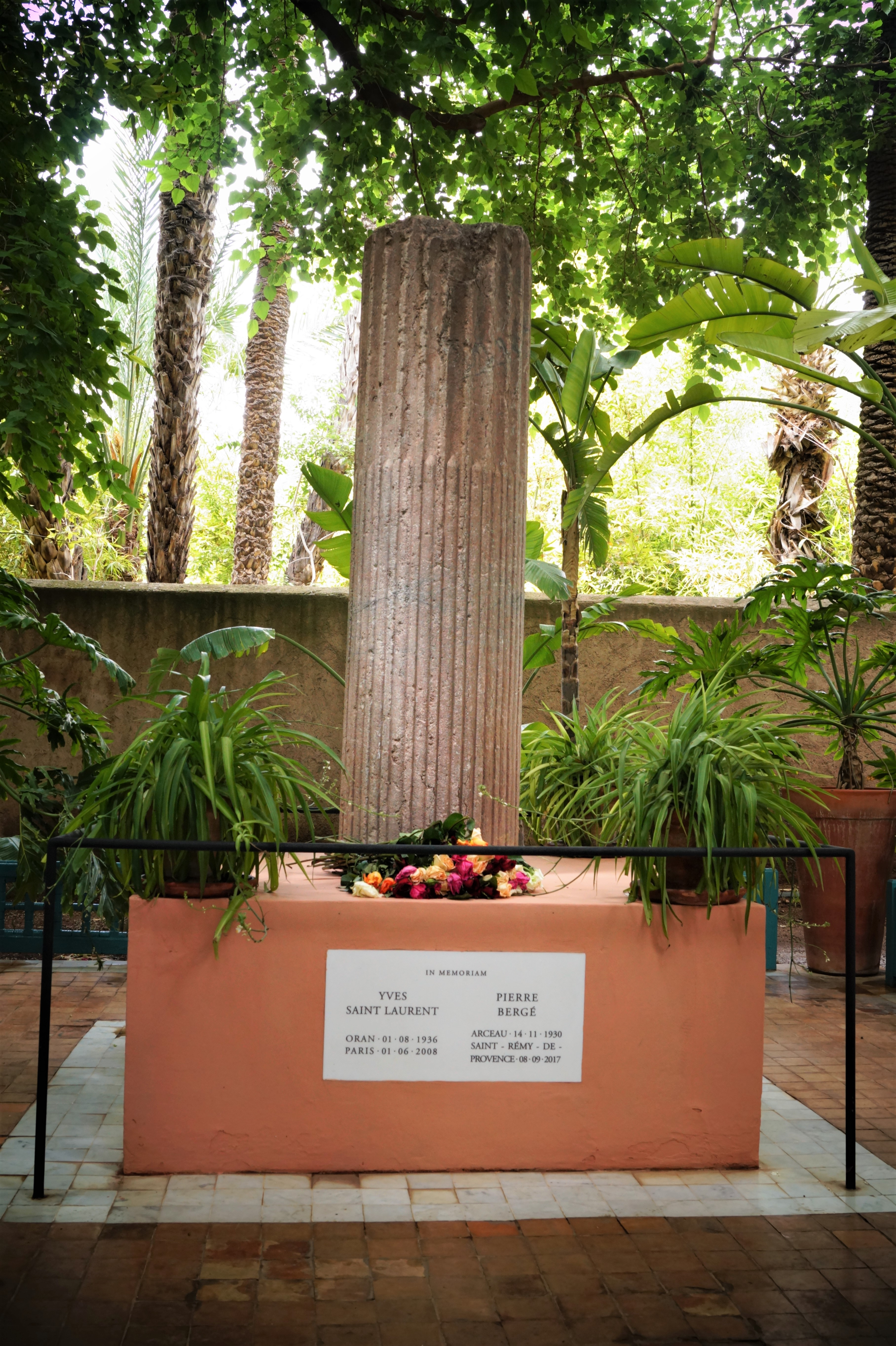
Mémorial en la mémoire d'Yves Saint-Laurent et de Pierre Bergé dans le Jardin Majorelle au Maroc.

Une partie de la pelouse de l'avenue de Breteuil (7e-15e arrondissements de Paris) porte le nom d'Yves Saint-Laurent, qui vivait non loin.
Le couturier est le sujet de plusieurs films biographiques. La vie de Saint Laurent est adaptée deux fois au cinéma la même année : les deux films, de studios et de distributions différents, sont produits quasi simultanément : Yves Saint Laurent et Saint Laurent devaient sortir au cinéma respectivement en janvier et avril 2014, pour éviter un effet doublon, la sortie du second film est finalement décalée à septembre 2014.
Le premier est Yves Saint Laurent de Jalil Lespert, avec Pierre Niney dans le rôle titre et Guillaume Gallienne dans celui de Pierre Bergé. Approuvé par celui-ci, le film retrace la carrière du couturier depuis ses débuts en 1957.
Le deuxième long métrage, Saint Laurent, est réalisé par Bertrand Bonello avec Gaspard Ulliel dans le rôle titre, Jérémie Renier dans celui de Bergé et Helmut Berger dans celui d'Yves Saint Laurent âgé. Pierre Bergé désapprouvant le film, il n'autorise pas les équipes de production à consulter les archives. Ce film se concentre sur la période phare du couturier, de 1967 à 1976. Cette période particulière est celle de son ascension professionnelle mais aussi de ses nombreux déboires de vie privée. Le film est sélectionné pour le 67e Festival de Cannes.

## Distinctions
- 1985 :  Chevalier de la Légion d'honneur par le président de la République française, François Mitterrand.
- 2001 :  Commandeur de la Légion d'honneur par Jacques Chirac
- 2007 :  Grand officier de la Légion d'honneur par Nicolas Sarkozy[28]

## Prix
- 1966 : Oscar du magazine Harper's Bazaar
- 1982 : International Fashion Award du Conseil des créateurs de mode américains remis lors de la soirée célébrant les vingt ans de la maison de couture
- 1999 : prix Geoffrey Beene du Conseil des créateurs de mode américains

## Entreprise Yves Saint Laurent (YSL)

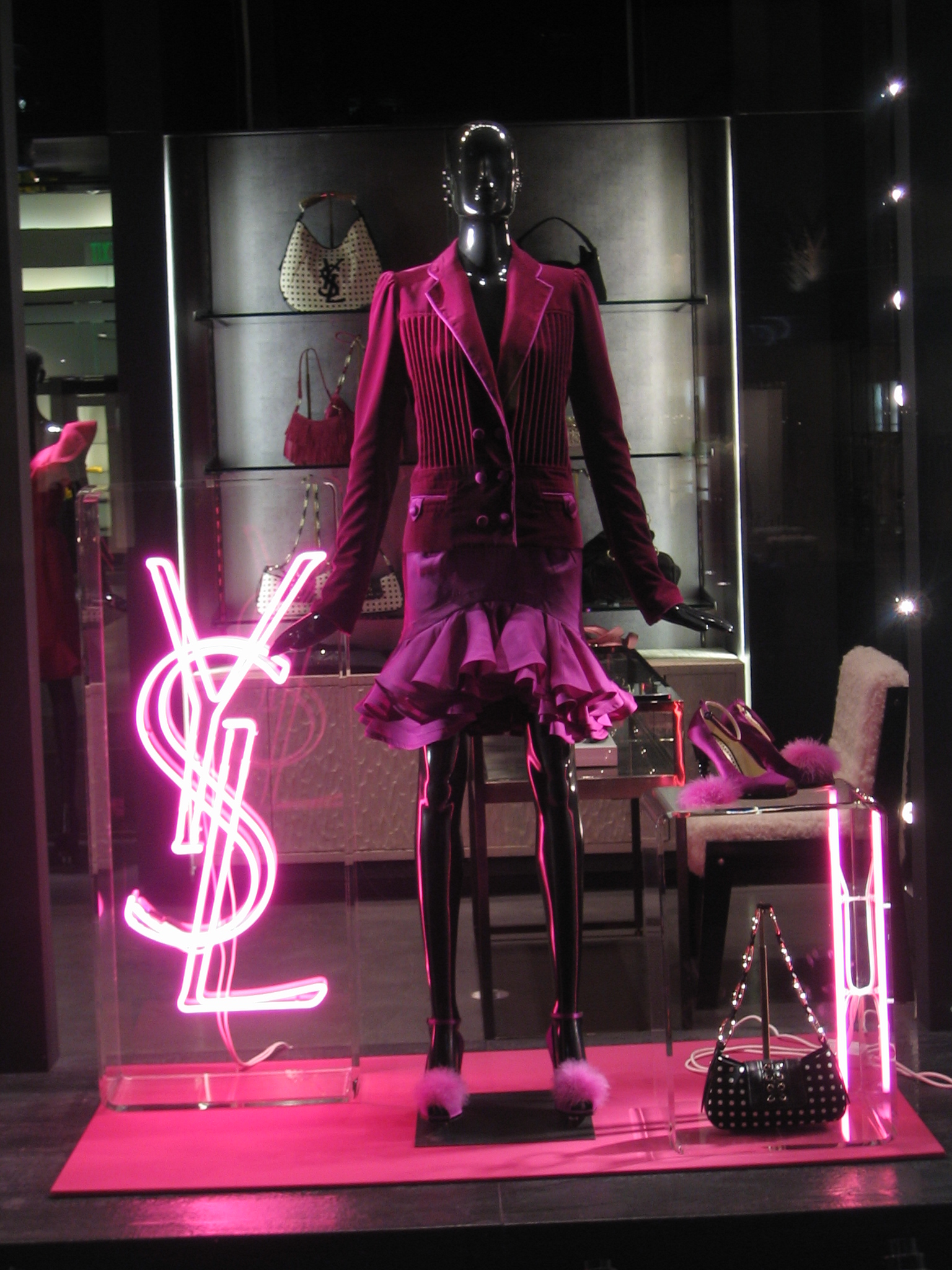
Vitrine Yves Saint Laurent sur Rodeo Drive à Beverly Hills (Los Angeles, Californie).

En 1993, le groupe Yves Saint Laurent est cédé à Sanofi. Yves Saint Laurent et Pierre Bergé gardent cependant le contrôle de la maison de couture, hors parfums et cosmétiques. En 1998, Saint Laurent cesse de dessiner les collections de prêt-à-porter rive gauche. Alber Elbaz le remplace en tant que directeur artistique du prêt-à-porter féminin et Hedi Slimane du prêt-à-porter masculin. Tous deux ne signèrent que très peu de collections sous l'étiquette Saint Laurent rive gauche. En effet, Elf-Sanofi revend, en 1999, le groupe Yves Saint Laurent au groupe Gucci. François Pinault (PPR) impose sa marque en nommant l'Américain Tom Ford directeur artistique du prêt-à-porter. La haute couture est séparée et devient la propriété de François Pinault par l'intermédiaire de sa holding Artemis. Tom Ford est remplacé par Stefano Pilati en 2004, puis Hedi Slimane en 2012. En 2016, c'est Anthony Vaccarello qui est nommé directeur artistique.
À la suite du rachat, Yves Saint Laurent et Pierre Bergé conservent le contrôle exclusif de la partie haute couture de la maison. Ainsi, lorsque Yves Saint Laurent décide de se retirer en 2002, la maison de haute couture ferme ses portes. Aucun autre couturier ne le remplacera. La fondation Pierre Bergé – Yves Saint Laurent, créée la même année, ouvre ses portes en 2004 dans l’ancien hôtel particulier de l’avenue Marceau qu’occupait la maison de haute couture. Elle a pour objectif de faire rayonner l’œuvre d’Yves Saint Laurent, en France et à l’étranger. En 2008, le groupe Gucci cède la partie parfums et cosmétiques à L'Oréal et ne conserve que la partie prêt-à-porter.

## Fondation Pierre Bergé - Yves Saint Laurent
La fondation Pierre-Bergé - Yves-Saint-Laurent, reconnue d’utilité publique le 5 décembre 2002, a pour mission la conservation des 5 000 vêtements haute couture et 150 000 accessoires, croquis et objets divers qui en constituent le fonds, l’organisation d’expositions thématiques de mode, peinture, photographie, arts décoratifs, etc., et le soutien à des activités culturelles et éducatives. Le 10 mars 2004, la fondation ouvre ses portes au public avec l’exposition « Yves Saint Laurent, Dialogue avec l’Art ». Par la suite la fondation présente une grande rétrospective de l’œuvre du couturier, en 2010 au Petit Palais de Paris, et en mai 2013, à l'hôtel Le Méridien d'Oran — ville natale d'Yves Saint Laurent.
Elle crée deux musées consacrés au couturier, l'un à Marrakech et l'autre à Paris, qui ouvrent tous deux en 2017,,.

### Vente de la collection
« Je ne collectionne pas, j'accumule. Ce sont des pulsions naturelles (…). J'ai de la chance : j'ai souvent trouvé les plus beaux objets en passant, la nuit, devant une vitrine. »

En février 2009, une vente aux enchères organisée par les maisons Christie's et Pierre Bergé & Associés, sous la nef du Grand Palais, disperse 733 objets d'art rassemblés par Pierre Bergé et Yves Saint Laurent, des peintures de Picasso, Matisse, Mondrian, Fernand Léger, des sculptures antiques égyptiennes, des objets d'art, dont notamment un très bel ensemble d'émaux de Limoges de la Renaissance. Les deux hommes avaient commencé leur collection dans les années 1950 et s'approvisionnaient notamment chez les antiquaires Nicolas et Alexis Kugel.
À la disparition d'Yves Saint Laurent, Pierre Bergé ne voit plus de raison de conserver leur collection car, sans Saint Laurent, « cela a perdu une grande part de sa signification »[réf. nécessaire].
Au premier jour de la vente, le tableau Les Coucous sur un tapis bleu et rose (1911) d'Henri Matisse, sous lequel le couturier a été photographié pour Vogue en 1986, atteint les 32 millions d'euros, un record pour une œuvre de ce peintre. Le résultat de cette vente, d'un montant de près de 375 millions d’euros, est revenu en partie à la fondation Pierre Bergé – Yves Saint Laurent et à la recherche contre le sida.

## Musée à Oran
Sa maison natale à Oran, où il a vécu jusqu'à ses 18 ans, a été rachetée par un entrepreneur oranais nommé Mohamed Affane. Celui-ci l'a restaurée et transformée en musée qui est ouvert depuis juillet 2022. Le mobilier d'époque a été récupéré et remplacé à l'identique. Environ quatre cents croquis d'Yves Saint Laurent sont exposés, ainsi que des photos de son enfance,.

Exposition GOLD : Les ors d’Yves Saint Laurent - musée Yves-Saint-Laurent de Paris
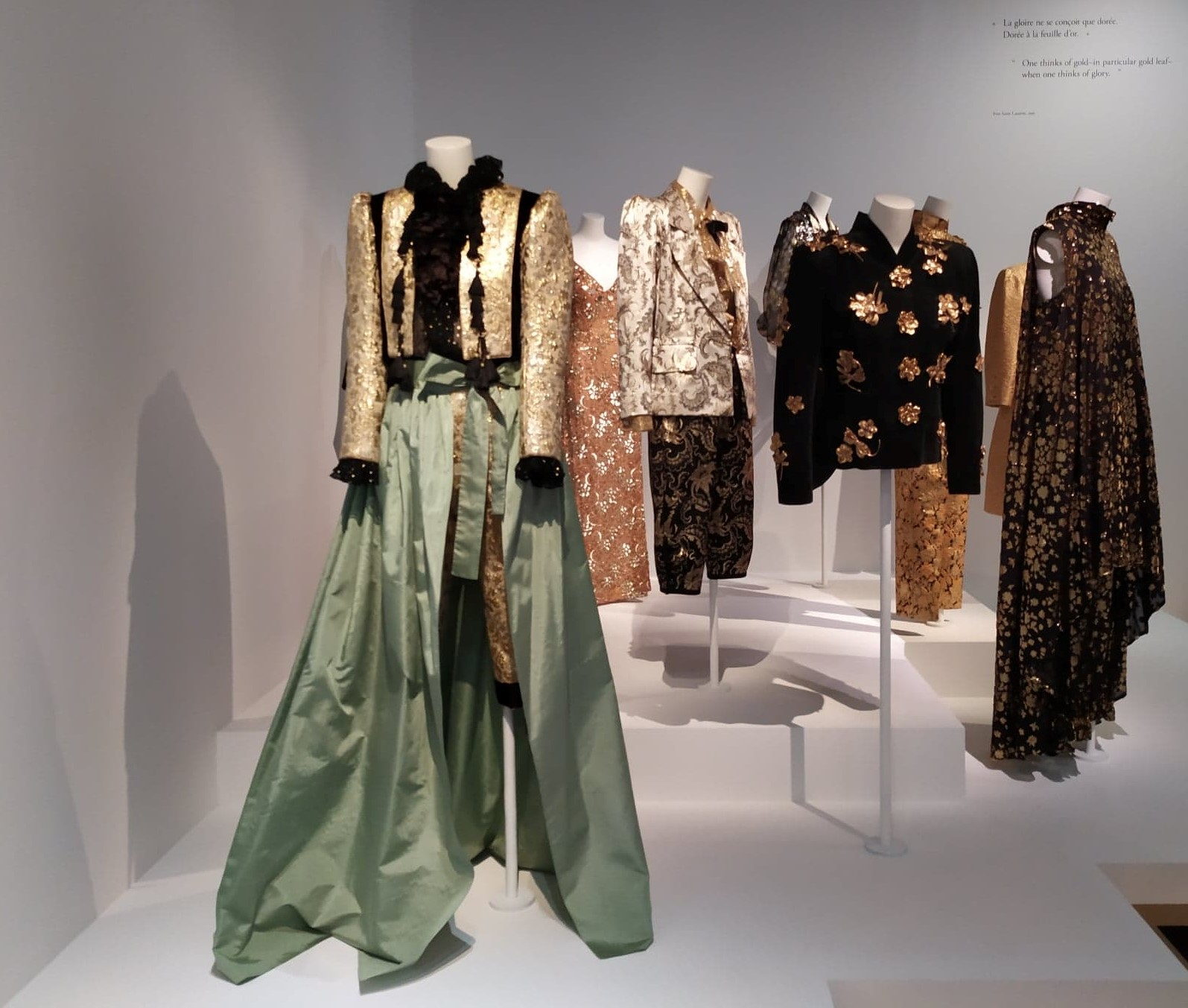
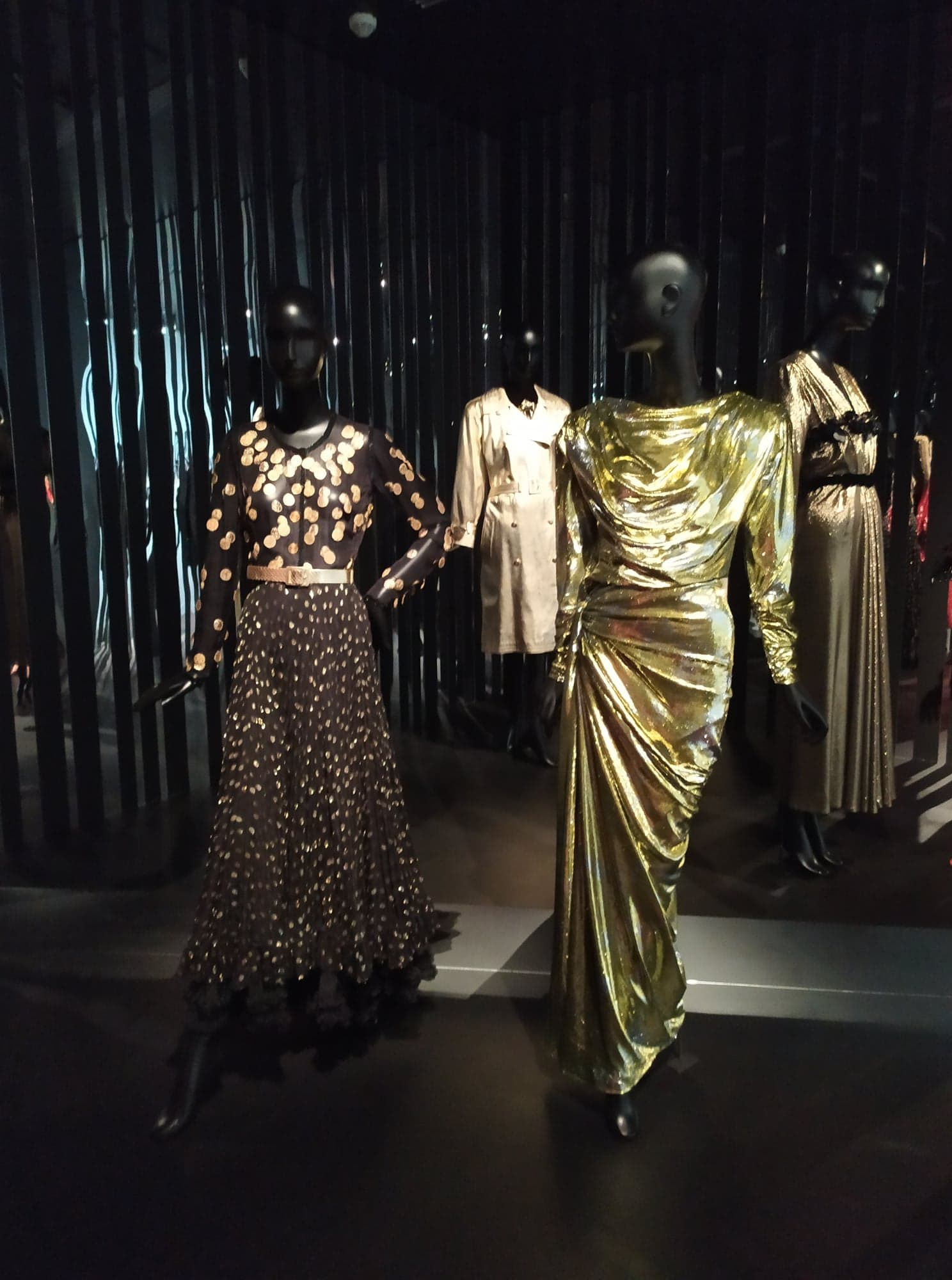
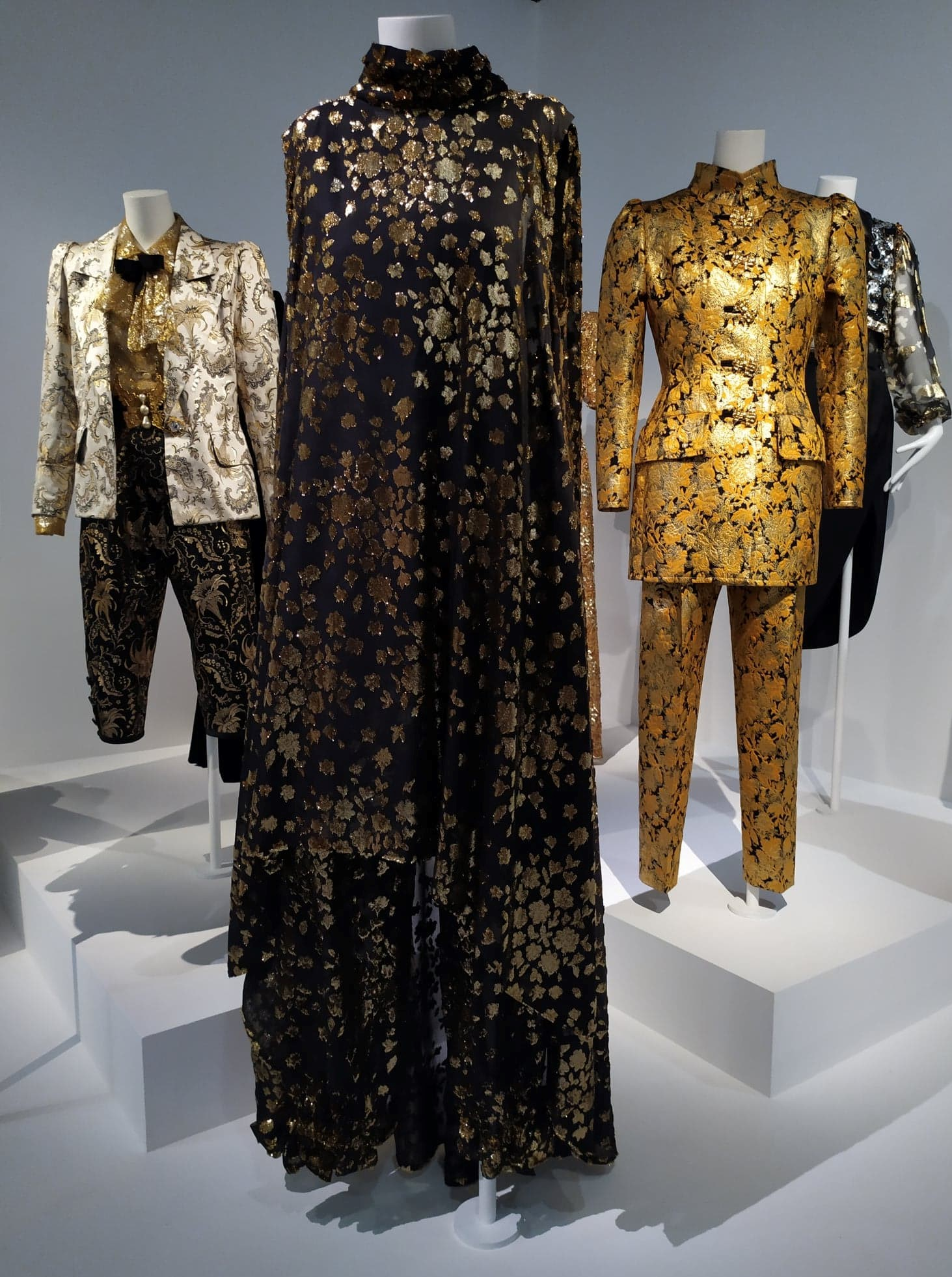
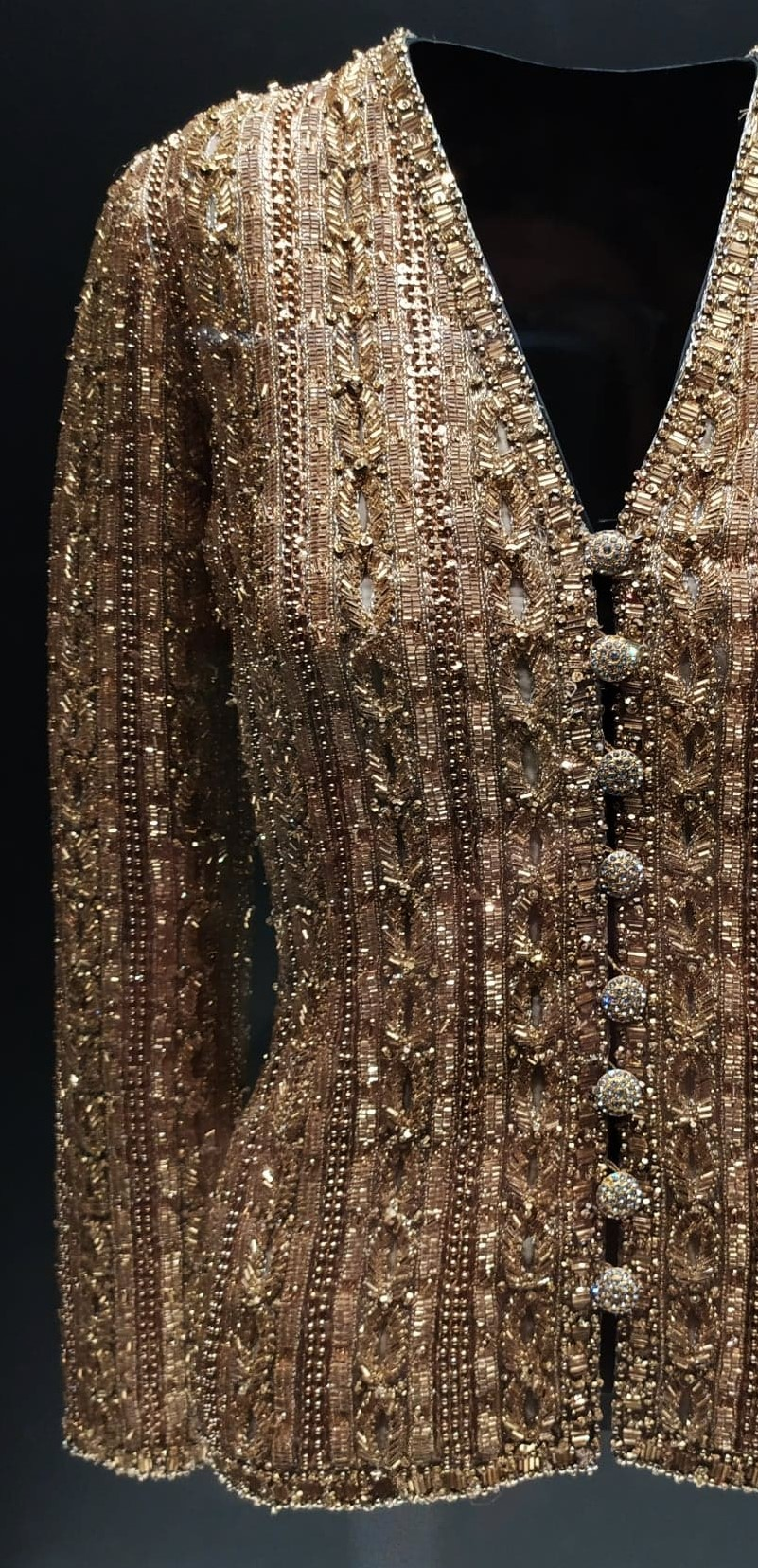

## Publication
- 1967 : Yves Saint Laurent, La Vilaine Lulu, bande dessinée, texte et dessins ; rééd. 2010, Éditions de la Martinière.